# Konwersje na prawosławie ludności greckokatolickiej w Ameryce

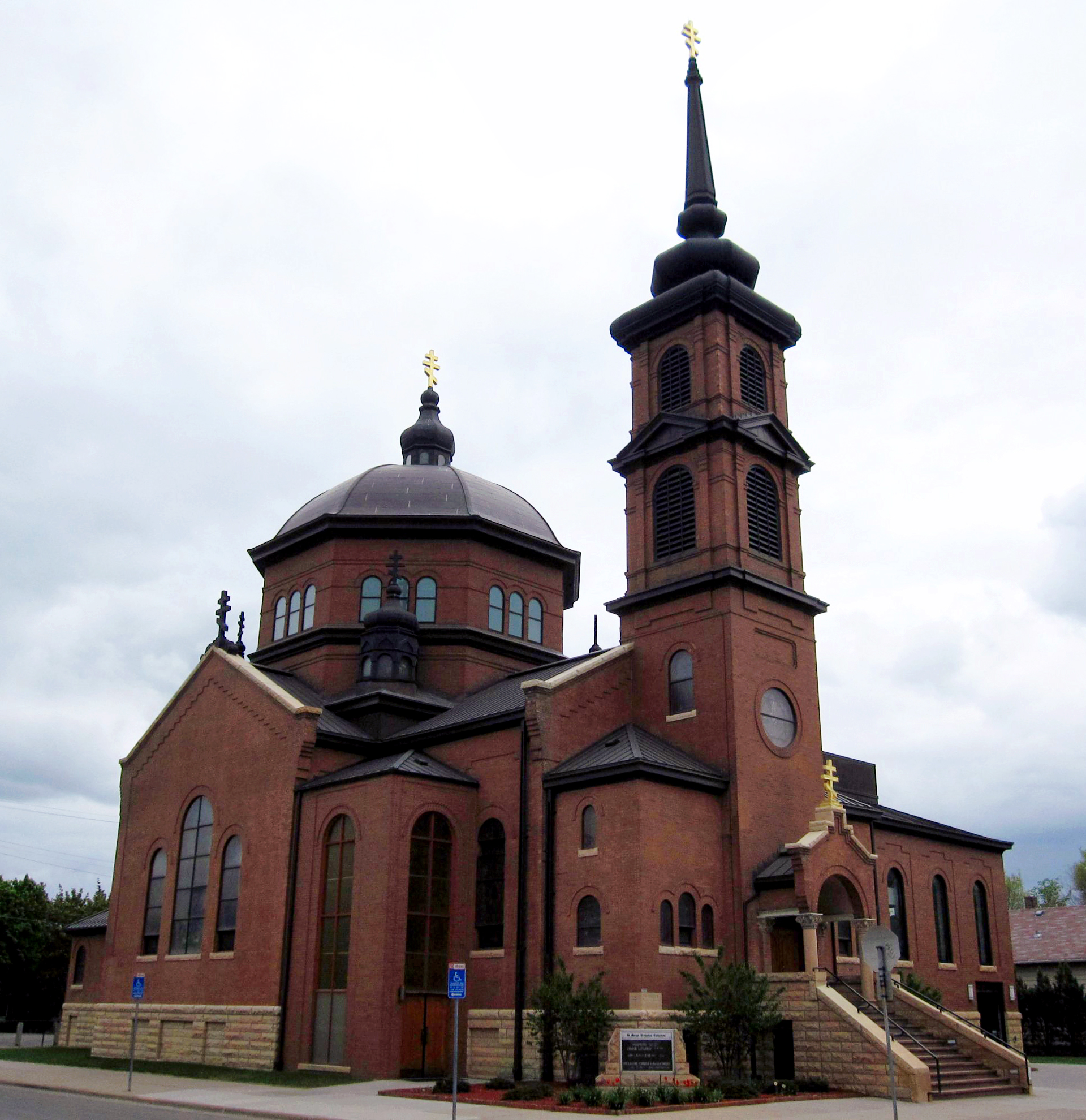
Cerkiew w Minneapolis, siedziba jednej z pierwszych parafii etnicznie rusińskich w Ameryce, powstałej jako unicka w 1887, prawosławnej od 1891. Obecny budynek został wzniesiony w 1905

Masowe konwersje na prawosławie ludności greckokatolickiej w Ameryce miały miejsce na przełomie XIX i XX wieku. Od przełomu lat 70. i 80. XIX wieku Stany Zjednoczone były popularnym celem emigracji zarobkowej Rusinów z Austro-Węgier. Byli oni, poza wyjeżdżającymi z Bukowiny, wyznawcami katolicyzmu w obrządku bizantyjskim. Słabość struktur Kościoła greckokatolickiego w USA i Kanadzie, ograniczenia stawiane duchownym greckokatolickim przez miejscową hierarchię łacińską oraz akcje misyjne eparchii Aleutów i Alaski Rosyjskiego Kościoła Prawosławnego sprawiły, że ludność rusińska, często jeszcze przed wyjazdem nastawiona moskalofilsko, chętnie przyjmowała prawosławie. Za początek fali masowych konwersji przyjmuje się wystąpienie ks. Aleksego Totha z marca 1891, gdy do Rosyjskiego Kościoła Prawosławnego wstąpiła jego licząca 405 osób parafia w Minneapolis. Do 1917 analogiczną decyzję podjęło ok. 200 tys. rusińskich emigrantów.

## Tło historyczne
Od przełomu lat 70. i 80. XIX wieku w Stany Zjednoczone były celem emigracji Rusinów z Galicji, Bukowiny i Rusi Węgierskiej. Podstawową motywacją do wyjazdu były dla nich kwestie ekonomiczne – zacofanie gospodarcze i brak pracy w rodzinnych regionach. W latach 1881–1912 z Galicji i Bukowiny od USA wyjechało 430 tys. chłopów pochodzenia ruskiego, z Rusi Węgierskiej – 170 tys. Emigrujący Rusini najchętniej osiedlali się w miastach przemysłowych, gdzie podejmowali pracę w fabrykach i kopalniach. Ich skupiska wytworzyły się w stanie Pensylwania, na mniejszą skalę także w New Jersey, Nowym Jorku, Illinois, Ohio, Iowie, Kolorado i Minnesocie, jeszcze mniejsze kolonie powstały w Teksasie, Kalifornii i Wyoming. Rosnącą społeczność Rusinów w Ameryce określano jako „Amerykańską Ruś”.
Od 1891 ruscy emigranci z terenów Austro-Węgier byli obecni także w Kanadzie, gdzie osiedlali się w prowincjach Alberta, Manitoba i Saskatchewan, wykupując ziemię za pieniądze uzyskane ze sprzedaży mienia posiadanego w miejscu dotychczasowego zamieszkania. Na mniejszą skalę emigranci pojawili się w Ameryce Południowej – głównie Brazylii i Argentynie.
Rusini przybywający do Ameryki byli – z wyjątkiem emigrantów z Bukowiny – członkami Kościoła greckokatolickiego obrządku ukraińskiego lub rusińskiego i pragnęli w nowym kraju uczestniczyć w nabożeństwach w dotychczasowym rycie i języku. Tymczasem miejscowi hierarchowie rzymskokatoliccy, nieznający specyfiki religijnej Europy Wschodniej, traktowali ich z tego powodu z nieufnością. Pragnąc organizować w miejscu swojego pobytu parafie greckokatolickie, emigranci od 1881 zwracali się do biskupów greckokatolickich działających w Austro-Węgrzech z prośbą o delegowanie do Ameryki kapłanów. W 1884, po uzyskaniu zgody Kongregacji Rozkrzewiania Wiary, do Shenandoah przybył ks. Iwan Wolański, zakładając tam pierwszą greckokatolicką cerkiew na kontynencie, pod wezwaniem św. Michała Archanioła. Do 1894 powstało łącznie trzydzieści etnicznie rusińskich parafii, do których wierni na własną rękę sprowadzali kapłanów z Galicji i Rusi Węgierskiej. Wśród przybyłych duchownych przeważali mężczyźni z rodzinami. Amerykańscy biskupi rzymskokatoliccy zwrócili się wówczas ze skargą do papieża, pisząc, że żonaci kapłani uniccy wywołują wśród katolików obrządku łacińskiego „skandal i konsternację”. W odpowiedzi papież Leon XII nakazał hierarchii greckokatolickiej informowanie Stolicy Apostolskiej o każdym duchownym kierowanym do Ameryki, podporządkowywania przybyłych kapłanów hierarchom obrządku łacińskiego i rekrutowania ich wyłącznie spośród celibatariuszy. Duchowni żonaci już przebywający w Ameryce mieli zostać odesłani do Europy. Decyzja papieża została odebrana przez amerykańskich grekokatolików jako akt dyskryminacji. Ponadto amerykańscy biskupi łacińscy niejednokrotnie nakładali na żonatych kapłanów unickich zakazy sprawowania nabożeństw. Skargi Rusinów nie przynosiły rezultatów.
Niezadowolenie duchownych i świeckich grekokatolików doprowadziło do fali wystąpień z Kościoła i katolickiego i przechodzenia do różnych Kościołów protestanckich działających w Ameryce, przede wszystkim zaś do Rosyjskiego Kościoła Prawosławnego, który od końca XVIII w. prowadził na kontynencie amerykańskim swoją misję, zaś od 1840 – odrębną eparchię.

## Działalność ks. Aleksego Totha i rosyjskiej hierarchii w USA

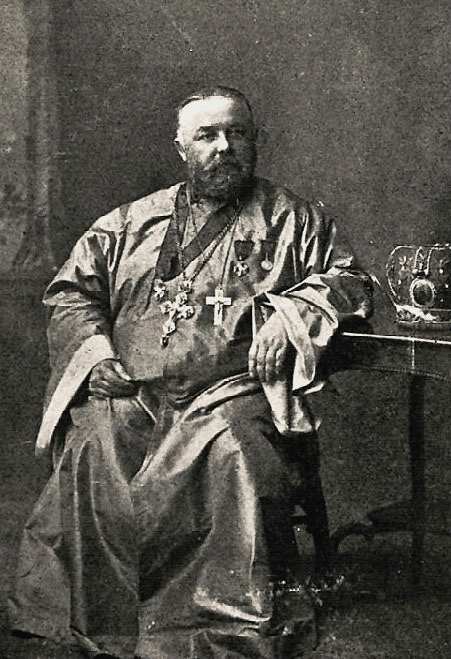
Ks. Aleksy Toth

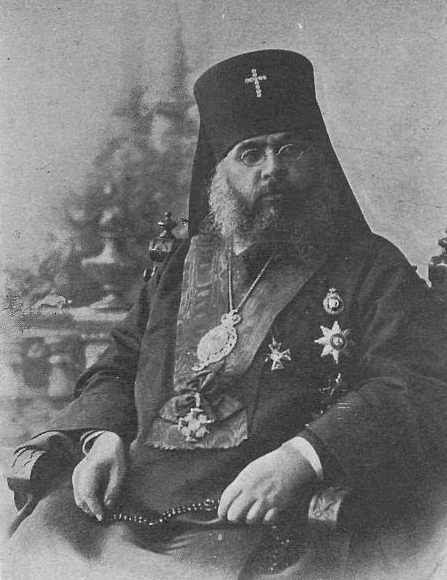
Mikołaj (Ziorow) jako arcybiskup Aleutów i Alaski prowadził działalność misyjną wśród rusińskich grekokatolików

Za inicjatora masowych konwersji emigrantów na prawosławie uważa się ks. Aleksego Totha, proboszcza parafii greckokatolickiej w Minneapolis, przybyłego do USA z eparchii preszowskiej. Ks. Toth, będący w momencie przybycia do Ameryki wdowcem, otrzymał od ordynariusza diecezji St. Paul di Minnesota, biskupa Johna Irelanda, zakaz odprawiania nabożeństw. Biskup stwierdził bowiem, że nie uważa duchownego żonatego za prawdziwego kapłana katolickiego. Aleksy Toth odwoływał się od tej decyzji do Rzymu. Ponieważ z tej samej diecezji napłynęło więcej skarg duchownych znajdujących się w analogicznej sytuacji, papież podjął decyzję o odwołaniu wszystkich księży żonatych lub wdowców do Europy. Fakt ten skłonił ks. Totha do dokonania konwersji na prawosławie, z którym – według jego własnych wspomnień – już wcześniej sympatyzował. Również wierni jego parafii zasugerowali mu udanie się do „swojego biskupa ruskiego”, tj. do ordynariusza eparchii Aleutów i Alaski Rosyjskiego Kościoła Prawosławnego.
25 marca 1891 ks. Aleksy Toth i jego parafianie, łącznie 405 osób, dokonali konwersji na prawosławie przed biskupem Aleutów i Alaski Włodzimierzem. Wydarzenie to skłoniło do podjęcia podobnej decyzji szereg innych rusińskich społeczności. Szczególne znaczenie w dalszej historii prawosławia w Ameryce miała konwersja ks. Hryhoryja Hruszki w 1897. Duchowny ten przybył do Stanów Zjednoczonych jako przekonany grekokatolik i zwolennik ukraińskiego ruchu narodowego. Oprócz działalności duszpasterskiej redagował pismo Ukrainska Swoboda, popularyzujące jego idee. Po konwersji zaczął wydawać czasopismo Swiet, pisane w ludowym języku ukraińskim i propagujące prawosławie. Przystępność pisma sprawiła, że stało się ono atrakcyjne dla wszystkich emigrantów rusińskich niezależnie od wyznania i przyczyniało się do sukcesów kampanii na rzecz prawosławia. Inną publikacją, która odegrała znaczącą rolę w przekonywaniu emigrantów do konwersji, była broszura ks. Aleksego Totha Gdzie szukać prawdy?, określana jako „biblia zwolenników prawosławia w Ameryce”.
Do 1906 trzydzieści etnicznie rusińskich parafii greckokatolickich w USA przyjęło prawosławie. Chcąc podtrzymywać i rozwijać tę tendencję, kolejni zwierzchnicy rosyjskiej eparchii Aleutów i Alaski, a następnie eparchii amerykańskiej, podjęli działalność misyjną wśród amerykańskich unitów. Szczególnie zaangażowani w tego typu działania byli biskup Mikołaj (Ziorow), sprawujący urząd od 1891 do 1898, oraz jego następca Tichon (Bieławin), działający w USA do 1905. Rusińskim konwertytom starano się wpajać rosyjską tożsamość narodową, czemu sprzyjały silne w ich środowisko nastroje moskalofilskie.
W ostatnich latach XIX w. z ok. 400 parafii etnicznie rusińskich w USA 300 należało do prawosławnej eparchii Aleutów i Alaski, unię zachowało ok. 100. Konwersje emigrantów z unii na prawosławie stały się zjawiskiem masowym – zmiany wyznania dokonało w USA nawet 75% wszystkich rusińskich emigrantów. W efekcie na początku XX wieku, według obliczeń greckokatolickiego, a następnie prawosławnego duchownego z New Jersey ks. Iwana Hundiaka, stanowili oni ok. 85% wiernych eparchii Aleutów i Alaski.

## Reakcja Watykanu
14 czerwca 1907 papież Pius X wydał list apostolski Ea Semper, na mocy której powołał w Ameryce odrębne biskupstwo greckokatolickie. Hierarcha Rusinów miał jednak działać z jurysdykcji biskupów łacińskich. Ponadto duchowni ruscy mieli kształcić się w seminariach rzymskokatolickich i przyjmować święcenia kapłańskie jako celibatariusze. Przed objęciem parafii wymagana była od nich przysięga, iż nie opuszczą bez zgody odpowiedniego biskupa łacińskiego jego diecezji ani nie wyjadą do Europy. Biskupi rzymskokatoliccy otrzymali także prawo usuwania greckokatolickich duchownych z parafii. O ile przechodzenie Rusinów na obrządek łaciński było możliwe bez przeszkód, indywidualnie i całymi grupami, przyjmowanie obrządku wschodniego było zabronione. Małżeństwa mieszane mogły być zawierane jedynie przed duchownymi rzymskokatolickimi, zaś w przypadku, gdy mąż był tego wyznania, obowiązkowo chrzczono w Kościele łacińskim wszystkie dzieci (w przypadku odwrotnym istniała możliwość wyboru obrządku). W takich związkach nie istniała możliwość przyjęcia obrządku bizantyjskiego przez stronę łacińską, funkcjonowała jedynie zmiana obrządku greckokatolickiego na łaciński. Zarządzenia papieskie były przyczyną dalszych nadużyć ze strony hierarchii rzymskokatolickiej, dążącej do całkowitej latynizacji emigrantów rusińskich. W rezultacie konwersje na prawosławie trwały. Wobec faktu, że większość emigrantów wywodziła się z Rusi Węgierskiej, gdzie tradycyjnie wielu zwolenników miał ruch moskalofilski, wybór prawosławia był dla rozczarowanych swoją sytuacją wyznaniową całkowicie naturalny i logiczny.
Ordynariusz Rusinów amerykańskich, biskup Soter Ortyński, określił bullę Ea Semper jako haniebną dla Rzymu i przyczyniającą się do dalszych konwersji na prawosławie. Odmówił również ogłoszenia jej zgodnie z odpowiednią procedurą, by nie wzbudzać dalszego rozgoryczenia wśród wiernych. Ustalenia bulli pozostały jednak w mocy do 1913.
Do 1917, gdy działalność rosyjskiej eparchii w USA uległa czasowemu załamaniu wskutek upadku caratu w Rosji, prawosławie przyjęło ponad 200 tys. rusińskich emigrantów.